# Buster's Mal Heart
Buster's Mal Heart è un film del 2016 diretto da Sarah Adina Smith, con Rami Malek, DJ Qualls e Kate Lyn Sheil.
Ha esordito al Festival internazionale del cinema di Toronto l'11 settembre 2016 ed è stato distribuito negli Stati Uniti da Well Go USA Entertainment a partire dal 28 aprile 2017.

## Trama
Un eccentrico uomo di montagna è in fuga dalle autorità e passa l'inverno irrompendo tra le case vuote di una remota cittadina. Telefona regolarmente in talk show radiofonici – dove è conosciuto come "Buster" – ossessionato dall'imminente apocalisse, ed ha spesso delle visioni in cui si perde in mare ed è sopraffatto dai ricordi della sua vita precedente in cui era un uomo di famiglia.

## Distribuzione
Buster's Mal Heart è stato presentato al Festival internazionale del cinema di Toronto l'11 settembre 2016. Poco dopo, Well Go USA Entertainment ha acquisito i diritti di distribuzione per gli Stati Uniti. Il film è stato proiettato all'AFI Fest l'11 novembre 2016 e al Tribeca Film Festival il 26 aprile 2017.
È uscito nelle sale cinematografiche statunitensi il 28 aprile 2017.